# マリオン郡 (ミシシッピ州)
マリオン郡（英: Marion County）は、アメリカ合衆国ミシシッピ州の南部に位置する郡である。2010年国勢調査での人口は27,088人であり、2000年の25,595人から5.8%増加した。郡庁所在地はコロンビア市（人口6,582人）であり、同郡で人口最大の都市でもある。郡名はアメリカ独立戦争のゲリラ戦指揮官フランシス・マリオンに因んで名付けられた。

## 地理
アメリカ合衆国国勢調査局に拠れば、郡域全面積は548.58平方マイル (1,420.8 km2)であり、このうち陸地542.34平方マイル (1,404.7 km2)、水域は6.24平方マイル (16.2 km2)で水域率は1.14%である。

### 主要高規格道路
- アメリカ国道98号線
- ミシシッピ州道13号線
- ミシシッピ州道35号線
- ミシシッピ州道43号線
- ミシシッピ州道44号線

### 隣接する郡
- ジェファーソンデイビス郡 - 北
- ラマー郡 - 東
- パールリバー郡 - 南東
- ワシントン郡 (ルイジアナ州) - 南
- ワルトホール郡 - 西
- ローレンス郡 - 北西

## 人口動態
以下は2000年の国勢調査による人口統計データである。
| 基礎データ - 人口: 25,595人 - 世帯数: 9,336 世帯 - 家族数: 6,880 家族 - 人口密度: 18人/km2（47人/mi2） - 住居数: 10,395軒 - 住居密度: 7軒/km2（19軒/mi2） 人種別人口構成 - 白人: 66.96% - アフリカン・アメリカン: 31.78% - ネイティブ・アメリカン: 0.23% - アジア人: 0.21% - 太平洋諸島系: 0.01% - その他の人種: 0.11% - 混血: 0.62% - ヒスパニック・ラテン系: 0.62% | 年齢別人口構成 - 18歳未満: 27.8% - 18-24歳: 9.5% - 25-44歳: 26.9% - 45-64歳: 21.5% - 65歳以上: 14.3% - 年齢の中央値: 35歳 - 性比（女性100人あたり男性の人口） - 総人口: 93.7 - 18歳以上: 88.8 世帯と家族（対世帯数） - 18歳未満の子供がいる: 34.8% - 結婚・同居している夫婦: 54.0% - 未婚・離婚・死別女性が世帯主: 15.6% - 非家族世帯: 26.3% - 単身世帯: 24.2% - 65歳以上の老人1人暮らし: 12.6% - 平均構成人数 - 世帯: 2.64人 - 家族: 3.13人 | 収入と家計 - 収入の中央値 - 世帯: 24,555米ドル - 家族: 29,894米ドル - 性別 - 男性: 26,909米ドル - 女性: 17,192米ドル - 人口1人あたり収入: 12,301米ドル - 貧困線以下 - 対人口: 24.8% - 対家族数: 20.7% - 18歳未満: 32.6% - 65歳以上: 23.0% |

## 州政府の機関
ミシシッピ州人的サービス省の青年サービス部が、マリオン郡の未編入領域にあるコロンビア訓練センターを運営している。

## 都市と町

### 都市
- コロンビア - 郡庁所在地

### 未編入の町
| - バンカーヒル - チェロー - イーストコロンビア - フォックスワース | - ゴス - ハブ - インプルーブ - ココモ | - モーガンタウン - サンディフック - ジェイムズタウン |